# SV Hilden-Nord
Der SV Hilden-Nord ist ein Sportverein aus Hilden mit den Abteilungen Fußball, Kampfsport und Tennis.

## Geschichte
Der 1964 gegründete e. V. mit einem Hauptaugenmerk auf den Fußball brachte u. a. den späteren Bundesliga- und Nationalspieler Michael Tarnat hervor. Heute besitzt der Verein einen Kunstrasenplatz, einen Rasenplatz sowie ca. 1 km² Geländefläche. Größter Erfolg des Vereins war 1990 die Qualifikation für die Hauptrunde um den DFB-Pokal. Hier schlug man in der 1. Runde den Zweitligisten SC Freiburg nach Verlängerung mit 2:1, in der 2. Runde unterlag das Team Preußen Münster mit 0:4.
Die erste Mannschaft spielte bis zur Saison 2010/11 in der siebtklassigen Landesliga Niederrhein und schaffte durch die Meisterschaft den Aufstieg in die Niederrheinliga. Dort musste man jedoch als Tabellenvorletzter den sofortigen Wiederabstieg in die Landesliga hinnehmen. Von 2013 bis 2016 wurde die Mannschaft durch drei Abstiege in Folge von der Landesliga in die Kreisliga B durchgereicht.
Der SV Hilden-Nord ist ebenfalls bekannt für sein großes Pfingstfest, das sich mittlerweile als Spiel- und Sportfest über die Grenzen Hildens hinaus etabliert hat. Das Fest fand bislang elfmal statt (Stand: Mai 2010).

## Persönlichkeiten
- Marcel Gaus
- Marek Leśniak
- Michael Tarnat
- Rafał Wodniok

## Erfolge
- 1978/79 Aufstieg in die Bezirksliga
- 1989/90 Aufstieg in die Landesliga Niederrhein
- 1990/91 2. DFB-Pokal-Hauptrunde
- 1998/99 Aufstieg in die Verbandsliga Niederrhein
- 2010/11 Aufstieg in die Niederrheinliga